# Акондинов, Александр
Алекса́ндр Аконди́нов (род. 30 августа 1891 года в Санкт-Петербурге, Российская империя — ум. ?) — российский борец греко-римского стиля.

## Биография, карьера
В 1912 году принимал участие в летних Олимпийских играх в Стокгольме, где выступал от Российской империи в качестве борца в категории до 60 кг (полулёгкий вес). Призового места не занял. Выбыл в третьем раунде соревнований.
Дальнейшая судьба спортсмена неизвестна.